# دولة نوفوروسيا الاتحادية
جمهورية نوفوروسيا الاتحادية أو جمهورية روسيا الجديدة الاتحادية هي اتحاد كنفدرالي غير معترف به لجمهوريتين انفصاليتين غير معترف بهما هما جمهورية لوغانسك الشعبية وجمهورية دونيتسك الشعبية.
منذ بداية 2014 شهدت أوكرانيا احتجاجات واسعة سميت باحتجاجات الميدان الأوروبي ونتجت عنها سقوط الرئيس يانوكوفيتش، وانقسمت البلاد إلى قسم موالي للاتحاد الأوروبي وقسم موالي لروسيا، الموالون لروسيا احتجوا على سقوط الرئيس فيكتور يانوكوفيتش (الذي لجأ لروسيا) وتظاهروا ضد السلطة الجديدة وتكونت احتجاجات عرفت باسم أزمة القرم 2014 والتي نتج عنها استفتاء القرم 2014 والذي بدوره أعلن قيام جمهورية القرم والتي إنضمت إلى روسيا، وكذلك استفتاء دونيتسك 2014 والذي هو كذلك أعلن قيام جمهورية دونيتسك الشعبية، بالإضافة لاستفتاء لوغانسك 2014 الذي أعلن جمهورية لوغانسك الشعبية. الاستفتاءان الأخيران يسميان باستفتاءات حالة دونباس 2014.